# Gli esploratori dell'infinito
Gli esploratori dell'infinito è un romanzo avventuroso fantascientifico del 1906 scritto e illustrato da Yambo (pseudonimo di Enrico Novelli).
È stato citato come il capolavoro fantastico dello scrittore; narra del viaggio spaziale di due giornalisti filantropi nel sistema solare a cavallo di un asteroide, con un incontro con i marziani.
Il romanzo riprende il tema della prima delle opere pubblicate da Novelli, Dalla Terra alle stelle. Viaggio attraverso l'infinito del 1890.

## Trama

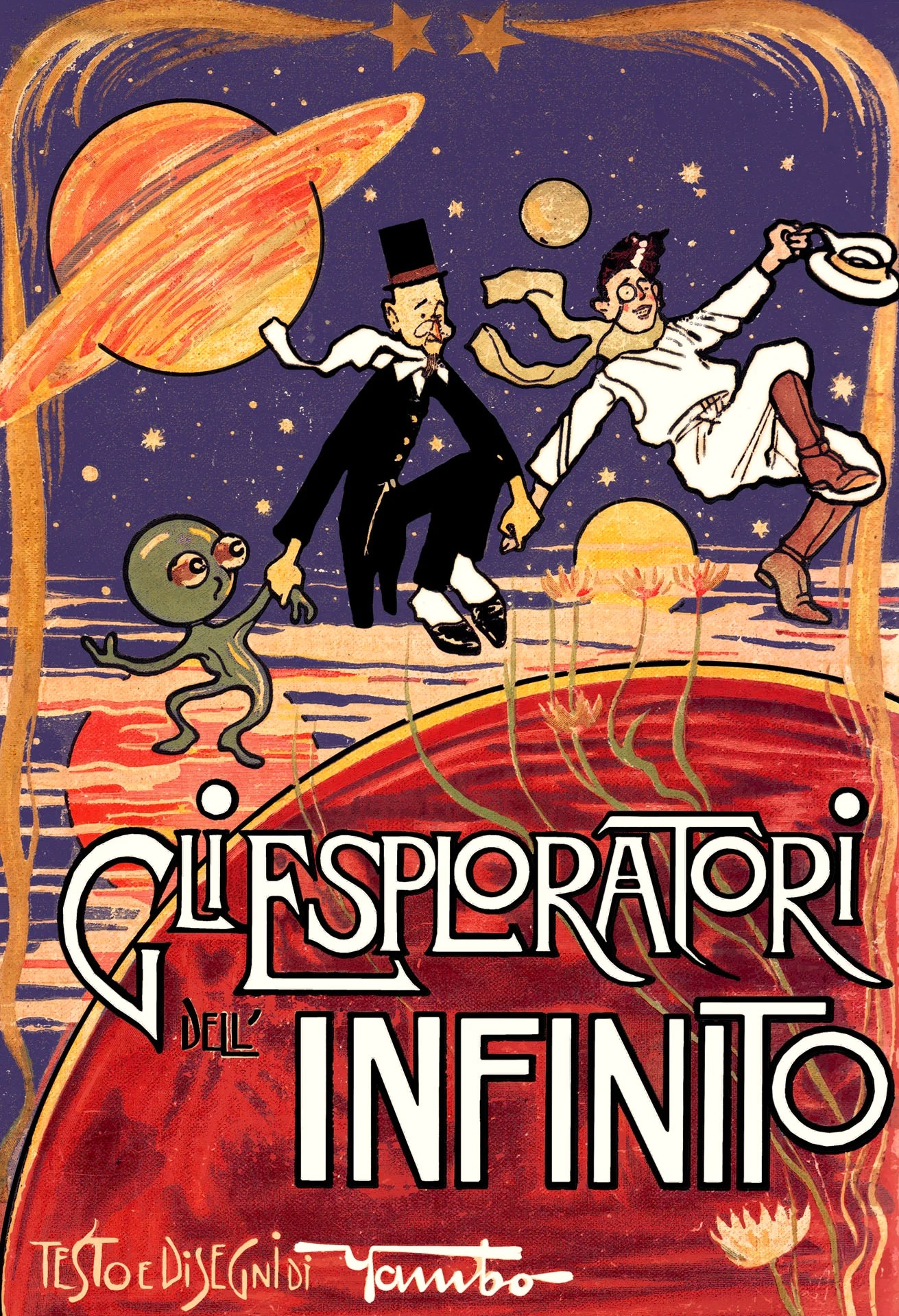
Copertina dell'edizione Vallardi del 1930

Un nuovo satellite della Terra, battezzato Cupido, è stato appena scoperto. Harry Stharr, anziano miliardario statunitense, propone al suo amico e redattore capo Giorgio Halt di trasferirsi su Cupido per sfuggire alla frenesia della caotica vita moderna. Giorgio accetta l'offerta, attratto dalla prospettiva di un generoso compenso. I due raggiungono il satellite utilizzando un pallone aerostatico.
Una volta stabilitisi su Cupido, scoprono che il satellite è abitato da una banda di falsari guidata dal dottor Harrington, che utilizza il luogo isolato per produrre valuta contraffatta. Stharr tenta di persuadere i falsari (detti "Monetarj") a redimersi, ma viene catturato insieme a Giorgio. Durante la prigionia, Giorgio provoca accidentalmente un'esplosione nel deposito di polveri da sparo della banda, causando la fuoriuscita di Cupido dall'orbita terrestre.
Il satellite inizia così un viaggio incontrollato attraverso il sistema solare, portando i protagonisti a vivere una serie di avventure in ambienti extraterrestri. Durante il loro peregrinare, incontrano una civiltà marziana e partecipano a eventi insoliti, come una festa di Capodanno interplanetaria. Il viaggio prosegue con ulteriori peripezie e incontri straordinari, come quello con gli abitanti di Venere e Mercurio, fino al ritorno dei protagonisti sulla Terra.

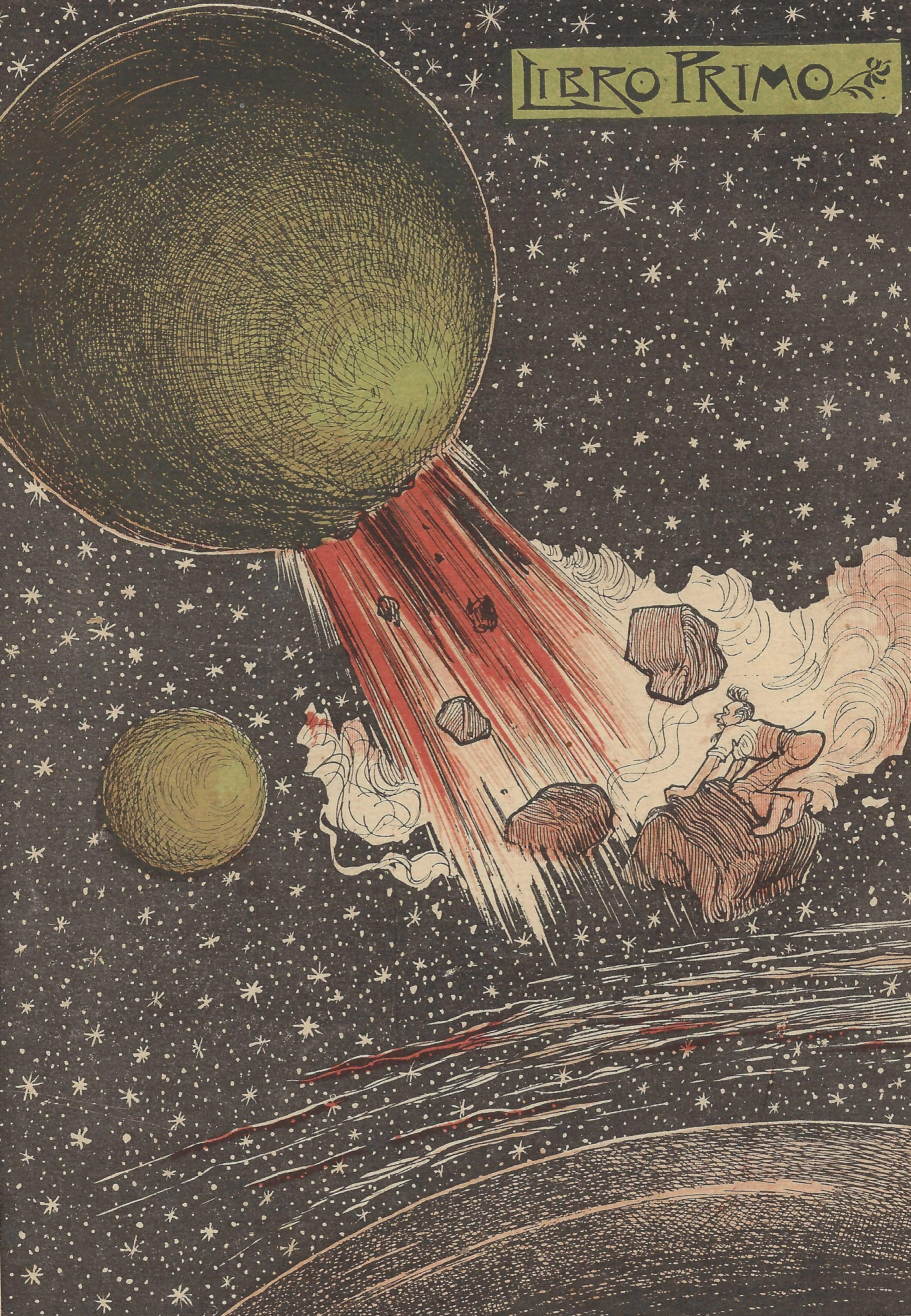
Un nuovo satellite della Terra (Libro primo)
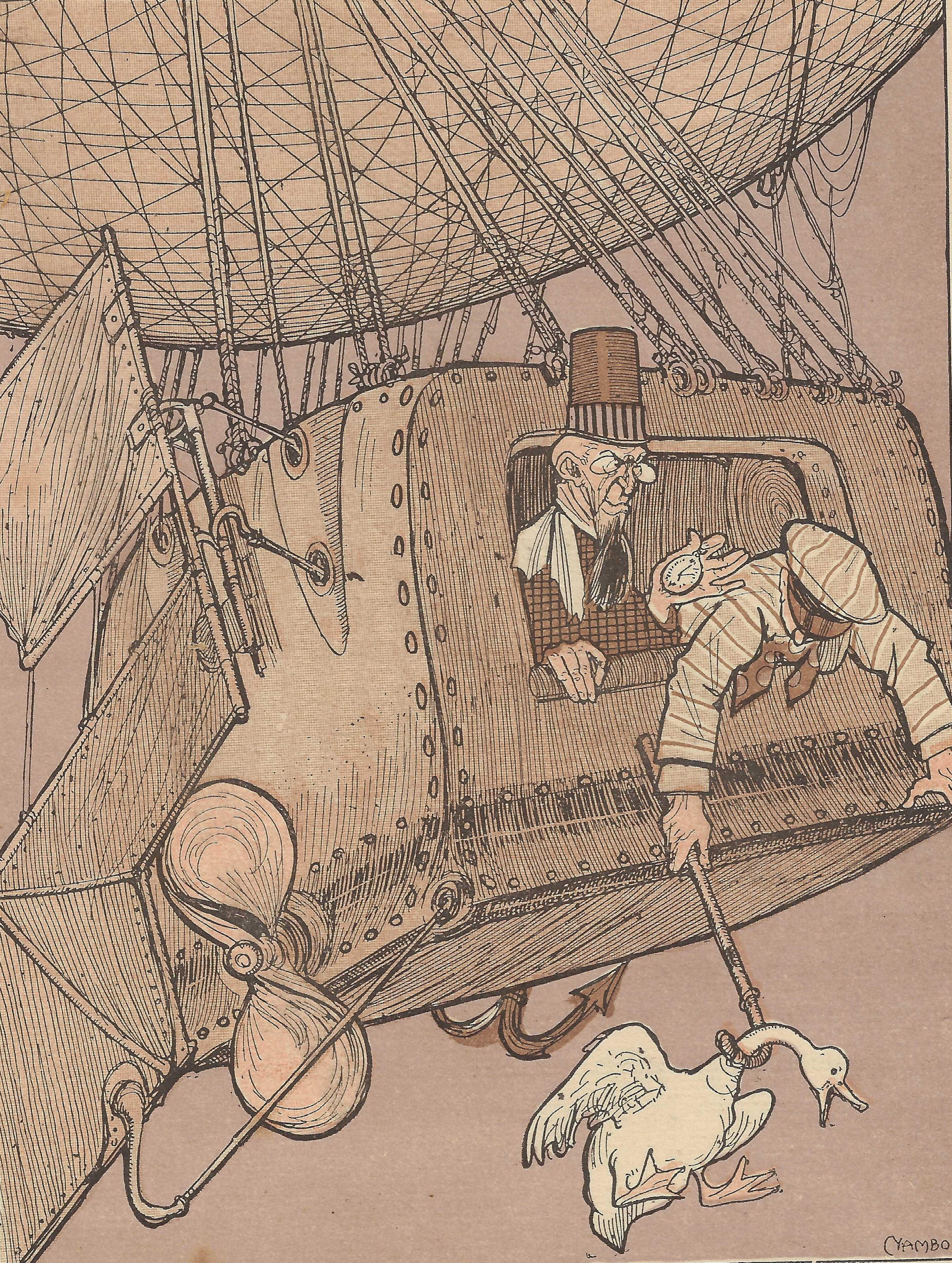
Aspettando il passaggio di Cupido
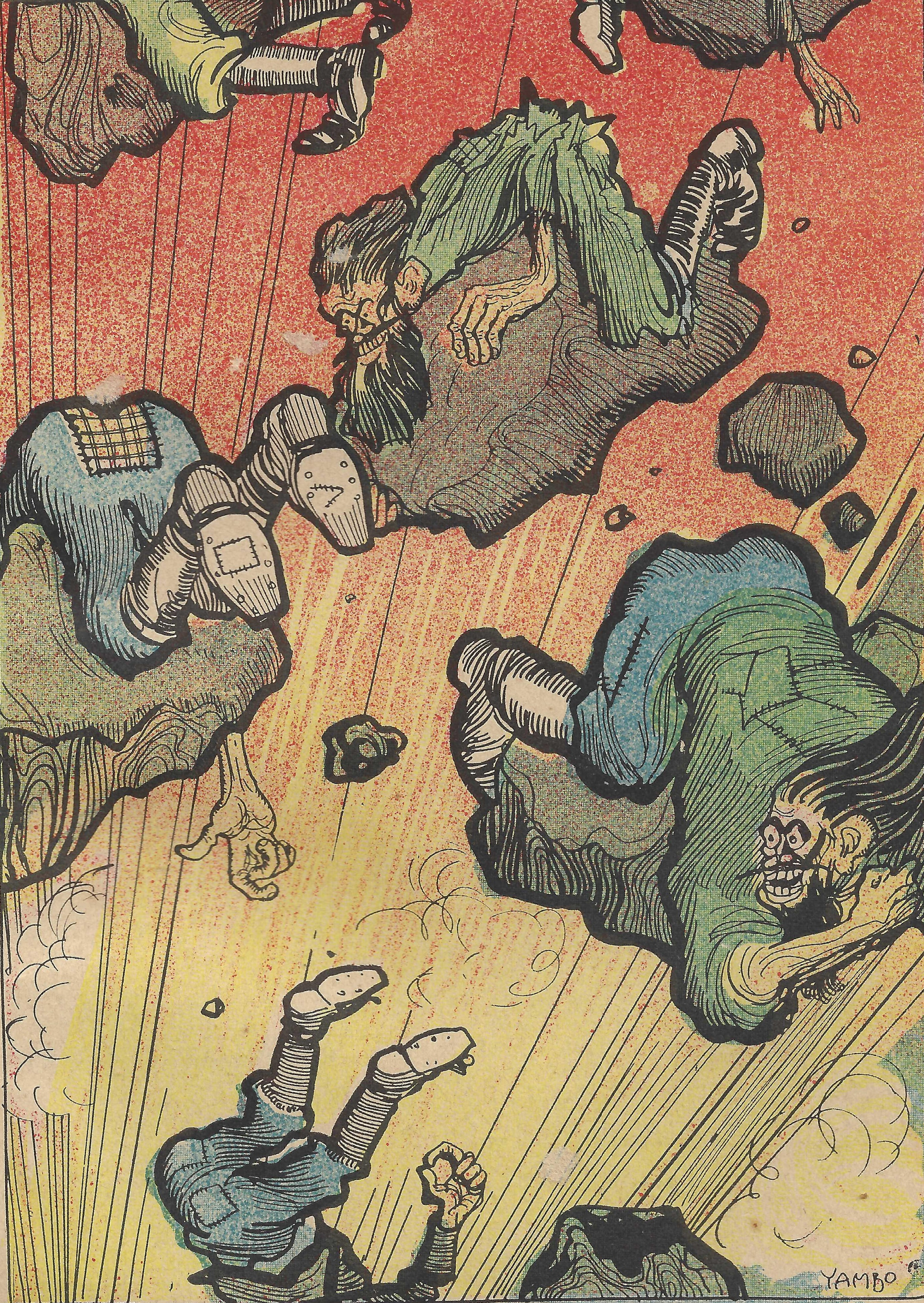
L'ultimo viaggio dei Monetarj
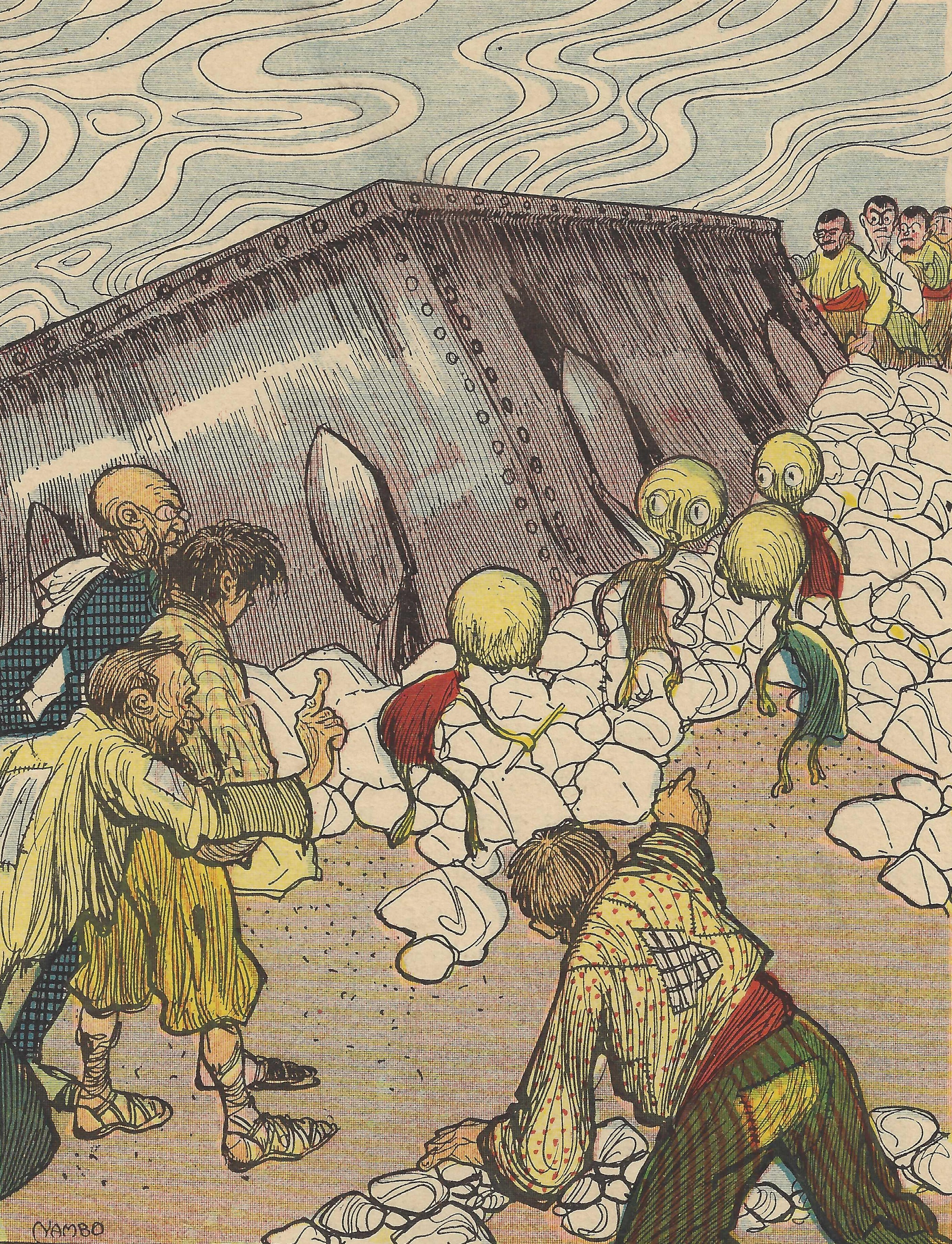
L'arrivo dei Marziani
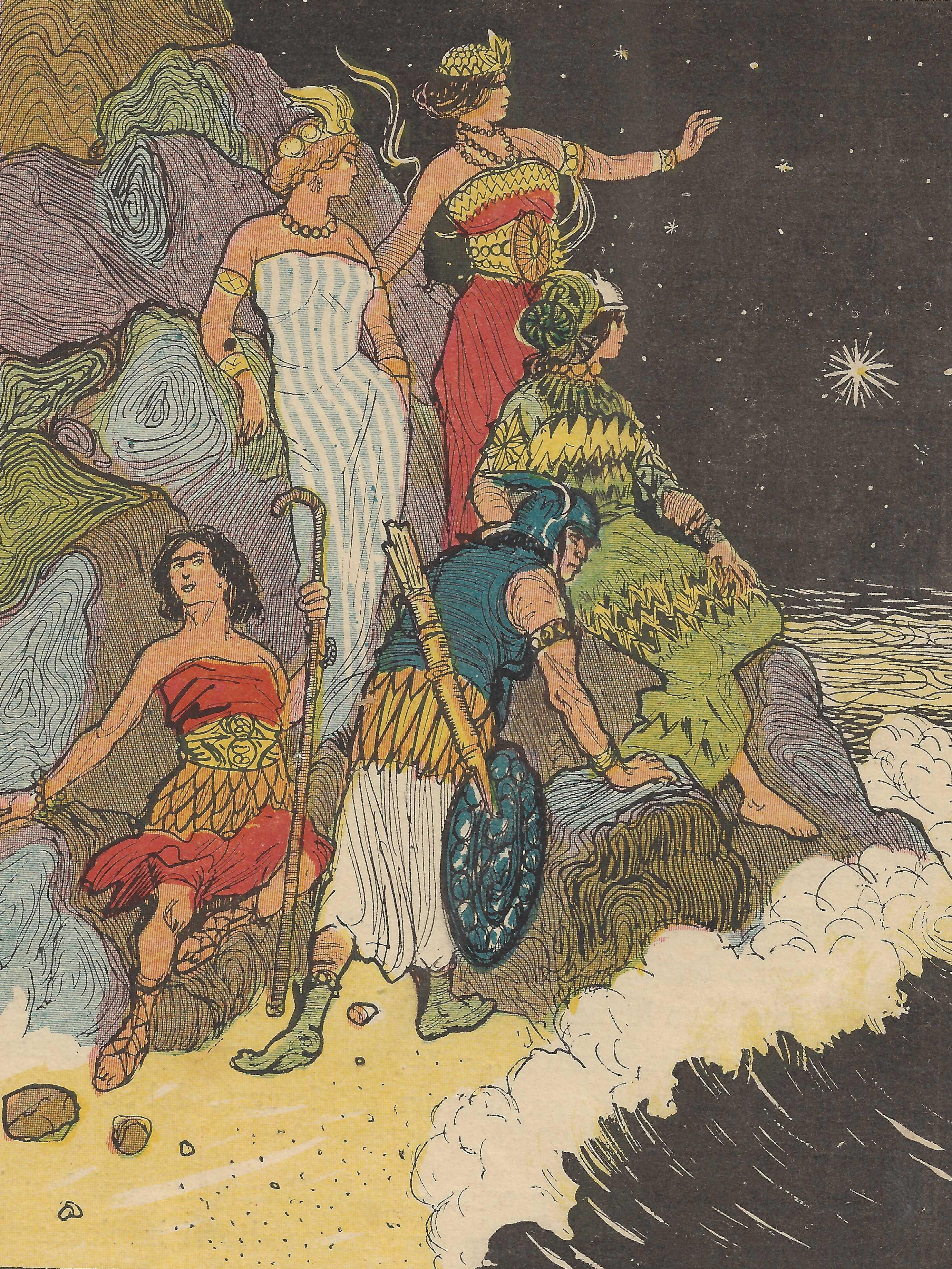
Gli abitanti di Venere salutano l'apparire della Terra sul loro orizzonte
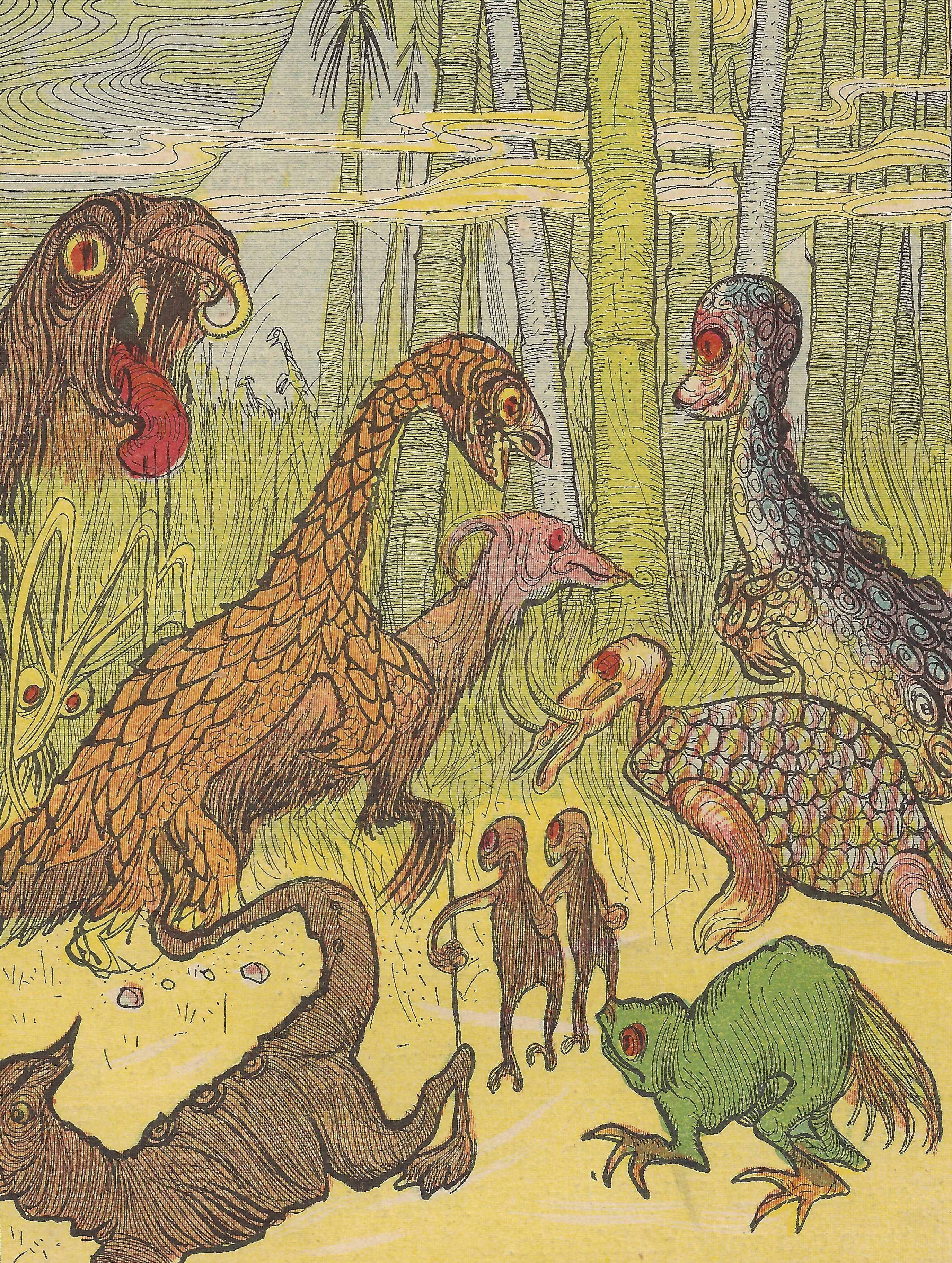
Aspetto ideale di un Paese di Mercurio

## Edizioni
- Yambo, Gli esploratori dell'infinito, Roma, Casa Editrice G. Scotti e C., 1906.
- Yambo, Gli esploratori dell'infinito, Milano, Vallardi, 1930.
- Yambo, Gli esploratori dell'infinito, Roma, Landscape Books, 2015.
- Yambo, Gli esploratori dell'infinito, Roma, Cliquot, 2017.